# Half-Life: Blue Shift
Half-Life: Blue Shift — відеогра, друге доповнення для шутера від першої особи Half-Life, розроблене компанією Gearbox Software і випущене 12 червня 2001 року для Windows. Версії для OS X та Linux вийшли тільки 31 липня 2013 року. Blue Shift зображує події, що відбуваються паралельно з оригінальною Half-Life, але з точки зору охоронця «Чорної Мези» — Барні Калхауна.
На відміну від Opposing Force, Blue Shift не вимагає наявності на комп'ютері оригінальної версії гри. Blue Shift включає пакет покращеної графіки «Half-Life High Definition Pack», що містить оновлені, деталізованіші моделі персонажів і зброї.

## Ігровий процес

Головний протагоніст гри Барні Калхаун

Гравець керує звичайним охоронцем «Чорної Мези» Барні Калхауном, котрий бореться з ворогами і вирішує головоломки для просування сюжетом. Він не має захисного HEV-костюма чи PCV-броні, як у Едріана Шепарда в Opposing Force, тому не може користуватися зарядним пристроями Чорної Мези. Замість них Барні має бронежелет, який може замінити, забираючи броню у вбитих охоронців.
Blue Shift не перетинається з Opposing Force і не містить зброї чи ворогів з попереднього доповнення. Гравець має той самий набір озброєння, що й в оригінальній Half-Life.
Blue Shift має тренувальний рівень — «Hazard Course», де гравець вчиться долати перешкоди і стріляти під керівництвом охоронця Міллера.

## Сюжет

### Глави
Глава 1: Зовнішні житлові сектори (англ. Living Quarters Outbound)
Барні Калхаун їде на роботу у вагоні монорельса територією Чорної Мези. Він затримується перед дверима, де заклинила системою безпеки, не пускаючи його всередину комплексу, і бачить Гордона Фрімена, котрий проїжджає повз.
Глава 2: Ненадійність (англ. Insecurity)
Барні проходить в приміщення охорони, де отримує свою екіпіровку. Барні посилають допомогти кільком вченими зі зламаним вантажним ліфтом. Дорогою він може побачити G-Man-a, який їде у вагоні монорельса. Коли ліфт полагоджено, Барні з двома вченими заходить всередину. В цей час відбувається каскадний резонанс, навколо відкриваються портали, крізь які нападають істоти Зену. Світло гасне і ліфт починає падати.
Глава 3: Поклик обов'язку (англ. Duty Calls)
Калхаун отямлюється перед розбитим ліфтом і бачить чужорідних істот, що поїдають труп охоронця. Барні лишився єдиним вцілілим, тож самотужки просувається через завалені коробками та контейнерами приміщення в пошуках допомоги. Йому доводиться спуститися в каналізацію, де періодично з'являються прибульці. Коли Барні майже вибрався на поверхню, він бачить як прибулі військові скидають в каналізацію трупи учених, з чого розуміє, що ті намагаються приховати інцидент.
Глава 4: Збір полонених (англ. Captive Freight)
Барні вилазить на поверхню і тунелями дістається іншої зони, де мусить битися із загонами HECU. Незабаром він знаходить полоненого в залізничному вагоні доктора Розенберга та звільняє його. Той відводить Барні в старий дослідний центр.
Глава 5: Точка фокусування (англ. Focal Point)
Розенберг та Калхаун досягають старої частини Чорної Мези, де раніше проводилися дослідження телепортації. Щоб запустити телепорт на повну силу, Калхаун вирушає через створений портал в Зен, де міститься прилад для контролювання телепортаціями. Він вмикає установку, після чого повертається в Чорну Мезу. Однак, Розенберг все ще не може використати телепорт аби покинути комплекс.
Глава 6: Бій за енергію (англ. Power Struggle)
Для роботи телепорта слід зарядити батареї живлення. Калхауну доводиться, пробиваючись через загони солдатів, спуститися на нижній рівень комплексу до зарядної станції. Там він знаходить спосіб перебратися через осушений басейн і подає на батареї енергію.
Глава 7: Стрибок віри (англ. A Leap of Faith)
Вчені налаштовують телепорт, в чому їм допомагає Калхаун. Коли всі вчені евакуйовуються, до приміщення вриваються солдати. Барні розстрілює їх і застрибує в портал, поки він не закрився.
Глава 8: Визволення (англ. Deliverance)
Барні кілька разів переносить в різні місця Зену та Чорної Мези, в тому числі він бачить як солдати тягнуть непритомного Гордона Фрімена. Нарешті він залишається біля виходу з Чорної Мези з ученими, котрі готуються від'їхати на джипах. Разом вони покидають комплекс, після чого на екрані з'являється напис: «Об'єкт: Калхаун; Статус: Поза досяжністю. Без коментарів».

## Розробка
Half-Life: Blue Shift розроблялася як бонусний розділ для порту Half-Life на ігрову приставку Sega Dreamcast. Розробкою займалася компанія Gearbox, в той час як сама Half-Life портувалася командою Captivation Digital Laboratories. Версії Half-Life і Blue Shift на Dreamcast включали поліпшені ігрові текстури і моделі, які (моделі) потім увійшли в Half-Life High Definition Pack. Випуск портованої Half-Life разом з Blue Shift спочатку був призначений на 1 листопада 2000, однак, щоб переконатися в тому, що гра добре очікувана, компанія-видавець Sierra Entertainment перенесла її випуск на кінець року, надавши на той момент тільки інформацію про ігровий процес і сюжет. Але гра так і не була випущена, і лише в 2001 році, 15 червня, Sierra офіційно заявила про скасування порту Half-Life на Dreamcast, пояснивши це рішення зміною ситуації на ринку.
Після скасування самої приставки Dreamcast порт Blue Shift був також скасований. Тоді Gearbox перенесла проєкт на персональний комп'ютер. Гра була випущена 12 червня 2001 року.
Blue Shift спочатку не підтримувалася системою онлайн-завантаження Steam, як Half-Life та Opposing Force. 24 серпня 2005 року Valve зробила Blue Shift на Steam офіційно доступною. Будь-який користувач, який мав стару копію Half-Life або срібне або золоте видання Half-Life 2, міг отримати по мережі Blue Shift безкоштовно. High Definition Pack також доступний у Steam, проте вимагає додаткового завантаження (пізніше він став внутрішньоігровою опцією). Через деякий час Valve включила Blue Shift в ігрові набори Half-Life 1 Anthology і Valve Complete Pack.

### Blue Shift: Unlocked
Через відмінності базового рушія Half-Life і модифікованого рушія Blue Shift файли карт з цих ігор виявилися несумісні один з одними. Тому, 7 серпня 2005 року команда Half-Life Improvement Team випустила патч, що дозволяє задіяти Blue Shift як звичайну модифікацію до Half-Life (включаючи Steam-версію). Завдяки цьому Blue Shift додала в Half-Life численні поліпшення, як, наприклад, деталізовані текстури.
Коли Half-Life: Blue Shift стала офіційно доступною в Steam, вона містила в собі безліч помилок та недоробок, що стосуються інтерфейсу та карт, а серед даних зберігалася неабияка кількість зайвих файлів з оригінальної Half-Life. Тоді 25 жовтня того ж року Half-Life Improvement Team випустила нову версію свого виправлення, що враховує і ці недоробки. Свій проєкт вони назвали Blue Shift: Unlocked.

## Саундтрек
Half-Life: Blue Shift не має власного саундтреку, тому в грі використовується музика з Opposing Force, яку написав Кріс Дженсен.
| - 1. «The Beginning» (02:03) - 2. «Lost in Thought» (01:19) - 3. «Danger Rises» (1:11) - 4. «Soothing Antagonist» (01:25) - 5. «Run» (00:51) - 6. «Open the Valve» (01:22) - 7. «Tunnel» (01:24) - 8. «Chamber» (01:32) - 9. «Maze» (00:57) - 10. «Alien Forces» (01:14) | - 11. «Scientific Proof» (00:15) - 12. «Planet» (01:30) - 13. «Orbit» (00:46) - 14. «Name» (01:50) - 15. «Listen» (00:15) - 16. «Fright» (00:06) λ - 17. «Storm» (01:36) - 18. «Trample» (01:16) - 19. «Bust» (01:47) |

## Half-Life High Definition Pack
У первісному виданні в комплекті з Blue Shift поставлялося також офіційне оновлення графіки, розроблене Gearbox Software — High Definition Pack. Це оновлення зроблено на базі Dreamcast-версії Half-Life, яка розроблялася пізніше, ніж комп'ютерна версія і, таким чином, була більш опрацьована в деякі аспекти графіки.
Багато моделей гри (NPC, зброя) були змінені на якісніші, при цьому два види зброї відрізняються від оригіналу: пістолет Glock 17 замінений Beretta M9, а замість пістолета- кулемета HK MP5 солдати HECU і головний герой використовують автомат моделі Colt М16A2.
Крім Blue Shift, модифікація могла бути встановлена на оригінальну Half-Life або Opposing Force, і при цьому вона підходить до World Opponent Network та Steam-версій ігор. High Definition Pack поставляється разом зі Steam-версіями Half-Life та її доповнень як внутрішньоігрова опція.

## Сприйняття
| Агрегатор    | Оцінка               |
| ------------ | -------------------- |
| GameRankings | 67.40% (35 рецензій) |
| Metacritic   | 71/100 (19 рецензій) |

| Видання         | Оцінка |
| --------------- | ------ |
| Eurogamer       | 6/10   |
| GameSpot        | 7/10   |
| GameSpy         | 70%    |
| IGN             | 7/10   |
| Next Generation | [ 23 ] |
| PC Zone         | 78%    |

Доповнення Blue Shift отримало змішані відгуки критиків, зібравши середню оцінку 67,40 % на GameRankings і 71/100 на Metacritic. До 2008 року було продано 800 тис. фізичних примірників гри.
Згідно з Eurogamer, Blue Shift — це візуально та сама Half-Life, нехай і з якіснішими моделями. Ігровий процес не пропонує нічого нового, і доповнення «це все одно лише три години розваг, абсолютно лінійних із нульовою цінністю для пересічного гравця».
В IGN назвали позитивною рисою оновлені моделі та продовження тих механік, за які гравці полюбили оригінал, але при тому ж вказувалося, що рушій гри не відповідає насталим очікуванням від графіки. Іншим недоліком вказувалася мала тривалість проходження: «Загалом, Blue Shift був дуже веселим, але закінчився надто швидко».
GameSpy писали, що «Blue Shift додає цікаву главу до саги Half-Life і дає гравцям можливість прогулятися різними частинами комплексу Чорної Мези (а також деякими вже знайомими частинами). Зрештою, однак, це більше все те саме». Blue Shift не додає жодної нової зброї чи ворогів порівняно з оригінальною Half-Life, тому відчувається як просто кілька додаткових рівнів.